# Bustvalen

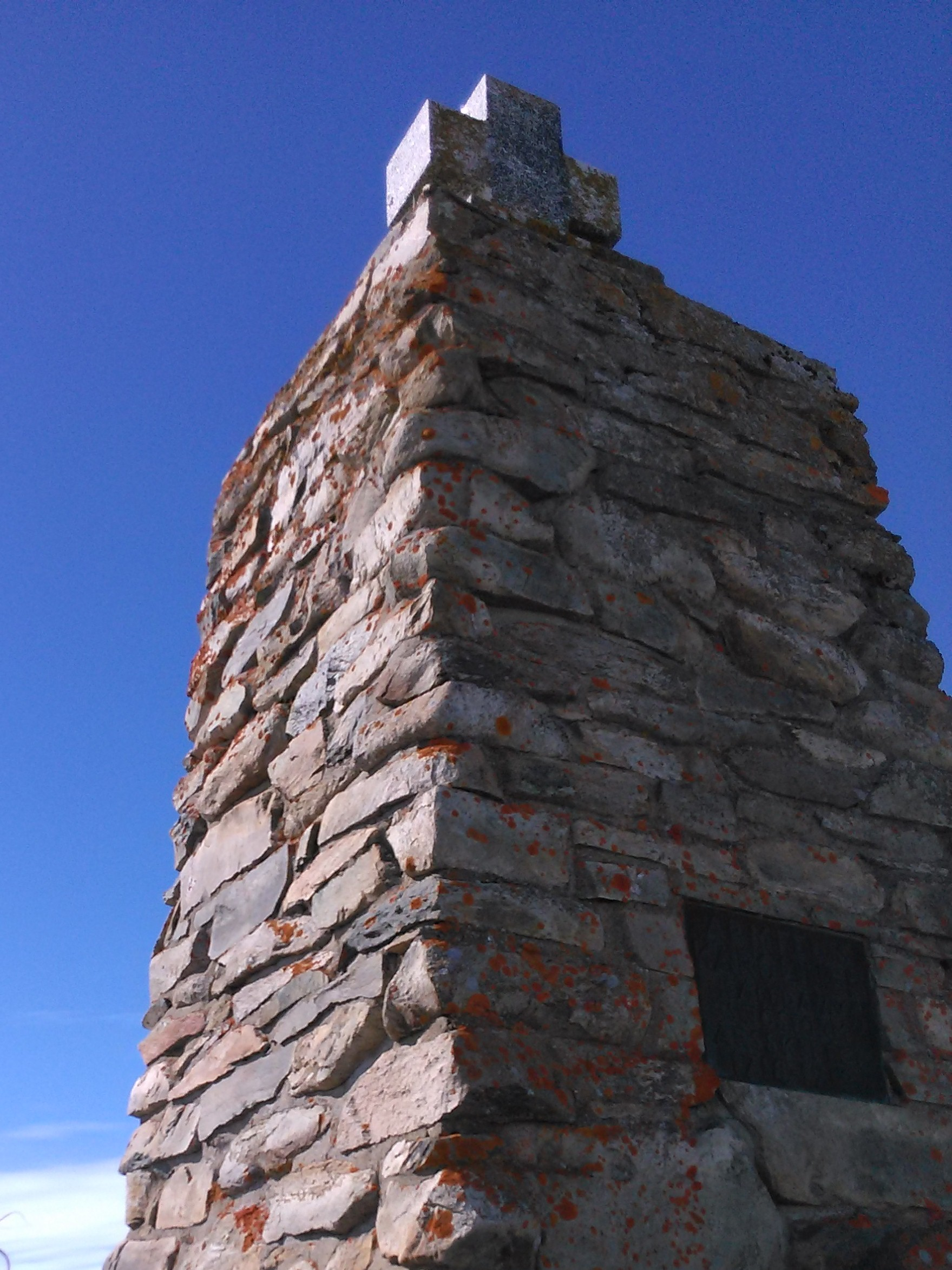
Monumentet på Bustvalen till minne av Karolinernas dödsmarsch.

Bustvalen är ett lågt fjäll i Jämtland vid norska gränsen, väster om Blåhammarsfjället. 1933 restes här ett monument av Olof Ahlberg till minne av Armfelts karoliner.